# マフィアへの挑戦17/水曜日:謀略のシナリオ
『マフィアへの挑戦17/水曜日:謀略のシナリオ』（マフィアへのちょうせん17/すいようび:ぼうりゃくのシナリオ、原題:Wednesday's Wrath）はドン・ペンドルトン原作の死刑執行人シリーズの第35作目。
前作『マフィアへの挑戦16/火曜日:憂い顔の騎士』の翌日の話である。

## ストーリー
マフィアのメンバーであるチャーリー・リッカートとラママンマフリアの行方を追うボランは彼らがむごたらしい拷問を受けていたことを知る。
マフィアらしからぬ残虐なやり方にボランは射殺した拷問者の素性をブロニョーラに調査させる。
そしてボランはマリネロ・ファミリーの生き残りであるマルコ・ミノッティが大量の神経ガスを用いて米軍基地の武器庫襲撃を企てていることを知る。

## キャラクター
マック・ボラン
死刑執行人。
ハル・ブロニョーラ
司法省の役人。後にマックの上司となる。
マルコ・ミノッティ
マフィアの幹部。
チャーリー・リッカート
ロス市警の元刑事。マフィアの幹部。旧ディジョージ・ファミリーのメンバー。
ジャック・グリマルディ
ボランの相棒。